# Elizabeth Sneyers
Elizabeth Sneyers (également connue sous le nom de Betty Depelsenaire) (née à Bonheiden le 23 août 1913 et morte le 24 janvier 1998) est une avocate communiste belge et féministe. Elle est une des rares femmes emprisonnées au fort de Breendonk pendant la Seconde Guerre mondiale,.

## Biographie
Elizabeth Sneyers naît à Bonheiden dans l'arrondissement de Malines le 23 août 1913 dans une famille bourgeoise. Son père est un avocat libre penseur tandis que sa mère est catholique. Elle étudie dans un pensionnat catholique à Gand et passe le jury central, seul moyen pour les jeunes femmes d'entrer à l'université à ce moment-là puisqu'il n'y a pas d'enseignement secondaire pour elles. Elle entre donc à l' Université libre de Bruxelles, pour étudier le droit et obtient son diplôme en 1936. Elle rejoint aussitôt les mouvements contre le fascisme et collabore au périodique du Comité mondial des femmes, Femmes dans l'action mondiale. Elle adhère secrètement au Parti communiste de Belgique.
En 1937, elle épouse l'avocat Albert-Emile Depelsenaire. Pendant la Seconde Guerre mondiale, les Depelsenaire rejoignent la résistance. Ils sont arrêtés tous les deux le 10 novembre 1941 dans le cadre de l'enquête sur le résistant Willy Kruyt.
Albert-Emile Depelsenaire est condamné à mort le 17 janvier 1942 et meurt en 1943 après sa déportation vers l'Allemagne nazie. Elisabeth Sneyers est libérée, mais arrêtée à nouveau le 13 juillet 1942, et incarcérée au fort de Breendonk, où elle est torturée durant trois mois,. En décembre, elle est transférée à la prison de Saint-Gilles. En mars 1943, elle est emmenée à la prison de Berlin-Moabit en même temps que des membres de l' Orchestre rouge auxquels elle est accusée d'être liée. Après un an, durant l'hiver 1944-195, Elizabeth Sneyers est transférée à la prison de Bützow, où elle est libérée par l'Armée rouge en mai 1945. Après la guerre, elle témoigne aux procès de Breendonk.
Après la guerre, elle suit les cours de l'école centrale du Parti communiste et se présente aux élections belges de 1946. Elle reprend son activité d'avocate et épouse l'ancien codétenu Franz Schneider, avec qui elle vit ensuite en Suisse pendant huit ans. De retour en Belgique, elle devient magistrate et cesse ses activités politiques. Elle épouse ensuite Alphonse Rodesch . 
Elizabeth Sneyers relate sa vie pendant la guerre dans le livre Symphonie fraternelle.
Elle décède le 24 janvier 1998.

## Distinctions
- Croix de guerre 1940-1945 avec palmes pour faits de résistance
- Croix du prisonnier politique 1940-1945 avec 7 étoiles

## Publication
- Symphonie fraternelle, Les éditions Lumen, Bruxelles